# Ventenata
Ventenata là một chi thực vật có hoa trong họ Hòa thảo (Poaceae).

## Loài
Chi Ventenata gồm các loài: